# 2010 RN64
2010 RN64 est un objet transneptunien faisant partie des cubewanos. 

## Caractéristiques
2010 RN64 mesure environ 350 km de diamètre, ce qui pourrait le qualifier comme un candidat au statut de planète naine.